# Masacre de El Charco
La masacre de El Charco se refiere a una incursión militar en la localidad de El Charco, en el municipio de Ayutla de los Libres del estado de Guerrero, México, la madrugada del 7 de junio de 1998. El ataque, cometido por fuerzas de élite del Ejército Mexicano contra personas reunidas en la escuela primaria Caritino Maldonado Pérez, dejó 11 víctimas mortales, 5 personas heridas y 25 personas detenidas. Ante la falta de investigación y justicia en México, el caso fue llevado por las familias de las víctimas y sobrevivientes a la Comisión Interamericana de Derechos Humanos (CIDH) en donde se dio como admitido el caso el 14 de diciembre de 2018.

## Trasfondo
A nivel socioeconómico la región de La Montaña de Guerrero y la zona en donde ocurrieron los hechos concentran municipios con pobreza extrema. En la zona se registran altas tasas de analfabetismo, una menor esperanza de vida así como una contribución al Producto Interno Bruto nacional de los más bajos de México. En la zona habitan indígenas nu’saavi (mixtecos), me’ phaa (tlapanecos), nahuas y suljaa’ (amuzgos).
Se tiene registro de actividad de grupos de guerrilla en el estado de Guerrero desde los años 60 con la conformación del Partido de los Pobres encabezado por Lucio Cabañas. Dicha actividad desplegó en ese estado acciones de terrorismo de Estado conocidos como Guerra sucia en México, mismas que ha incluido delitos enmarcados en acciones de «contrainsurgencia» como masacres, asesinatos, desapariciones forzadas, detenciones arbitrarias y tortura, entre otros delitos cometidos por representantes del Estado Mexicano, por grupos paramilitares y milicias privadas. 
A mediados de los años 90, tanto en Ayutla de los Libres como en la región de La Montaña en el estado de Guerrero, existía una fuerte simpatía hacia el grupo guerrillero llamado Ejército Popular Revolucionario (EPR). Dicho grupo armado hizo su aparición pública el 28 de junio de 1996, en el primer aniversario de la Masacre de Aguas Blancas, misma en la que 17 campesinos de la Organización Campesina de la Sierra del Sur fueron emboscados y asesinados por miembros de la Policía Judicial del estado de Guerrero.
A finales de 1998 se formó una escisión de este grupo, el Ejército Revolucionario del Pueblo Insurgente (ERPI). Poco antes de la matanza, el 24 de mayo de 1997 en la población de El Guanábano. Atoyac de Álvarez una columna de dicho grupo armado emboscó a una patrulla del Ejército Mexicano.Ante una posible escalada de movimientos armados en la zona, influenciados por el Levantamiento zapatista de 1994, el Gobierno de México lanzó una ofensiva militar en la zona de La Montaña de Guerrero con el fin de contener posibles rebeliones. El despliegue de efectivos militares no se había observado en la zona desde los años 70.
A nivel gubernamental, en 1998 el presidente de México era Ernesto Zedillo, el secretario de la Defensa Nacional Enrique Cervantes Aguirre —quien ya había sido investigado por presuntos actos de genocidio en el estado de Guerrero en los años 70—el procurador general Antonio Lozano Gracia y el gobernador del estado de Guerrero, Ángel Aguirre Riveroquien asumió meses antes de la masacre un interinato ante la petición de licencia de Rubén Figueroa Alcocer al investigársele por la Masacre de Aguas Blancas. En 2014 sería Aguirre Rivero quien pediría licencia al cargo de gobernador por el caso de la Desaparición forzada de Iguala de 2014.

## La Masacre
Autoridades de la localidad de El Charco convocaron a una asamblea los días 6 y 7 de junio de 1998 en la escuela primaria Caritino Maldonado Pérez, misma en la que unas 300 personas de 15 pueblos de la zona, entre ellas indígenas nu’saavi (mixtecos) tratarían asuntos comunitarios así como la postura de la población frente a la escisión entre el EPR y el ERPI.Según un comunicado de este grupo, cuatro de sus milicianos se encontraban en la asamblea realizando acciones de «consulta» entre la población, entre los cuales se encontraba un guerrillero llamado «capitán José».El ERPI había desplegado una estrategia de vinculación con la sociedad diferente a la del EPR consistente en aliarse con grupos sociales no clandestinos y grupos organizados en la zona de La Montaña. Asimismo, se encontraban en esa reunión algunas personas provenientes de otras zonas del país, que participaban, en dicha consulta. La mayoría de las bajas fueron mientras algunos civiles se rendian ante las autoridades, pero también se reportó un tiroteo en el edificio. También mencionaron que varios heridos fueron reportados muertos, aun cuando sus heridas no eran de gravedad. En un comunicado el grupo menciona que el ejército quien empezó a atacar la escuela mientras los guerrilleros pernoctaban en las instalaciones, resaltando que este fue el error principal de los militantes que se encontraban ahí.
Una vez concluida la asamblea, a las 10 de la noche, en la escuela los campesinos habitantes de El Charco se retiran a dormir y se quedan en la escuela los campesinos de otros pueblos y los integrantes del ERPI.
A las 4:50 de la mañana se reporta la llegada de 300 integrantes del 27° Batallón de Infantería del Ejército Mexicano encabezados por un grupo del Grupo Aeromóvil de Fuerzas Especiales desde la Base de Operaciones "Mejía", perteneciente al 78° Batallón de Infantería,salió del puesto de mando ubicado en el poblado de Buenavista de Allende al mando del general Juan Alfredo Oropeza Garnica, mismos que irrumpen en la escuela y la rodean mientras dormían los campesinos participantes de la asamblea. Los elementos castrenses portaban como armamento «fusiles automáticos G-3, calibre 7.62 x 51 mm, pistolas ametralladoras MP-5, calibre 9 x 10 mm, y aditamento lanza granadas M203PI calibre 40 mm».
Luego de exigir la salida de quienes estaban en la escuela con megáfonos («salgan perros, entreguen las armas”), según el ERPI los militares abrieron fuego contra sus cuatro milicianos que salieron voluntariamente, desarmados y con las manos en alto de los salones de la escuela hacia la cancha de basquetbol al exterior de la misma. En ese mismo grupo de rendición sale Ricardo Zamora Tapia, estudiante de la Universidad Nacional Autónoma de México (UNAM) que realizaba acciones de alfabetización en la comunidad.

Nuestro capitán José, jefe de la unidad contestó advirtiendo a los soldados que no dispararan, que había gente civil desarmada. La respuesta fue una lluvia de balas contra las 2 aulas, las balas atravesaban con facilidad las delgadas paredes, el ejército disparaba con fusiles G3, con ametralladoras calibre .50 y con lanzagranadas, los campesinos empezaron a caer heridos, los minutos y la sangre corrían, los muertos entre la población civil ya sumaban 5. Ante la imposibilidad de hacerse escuchar o de detener las ametralladoras federales, la unidad optó por salir del aula para alejar el combate de la escuela y evitar una masacre mayor. Se formaron los voluntarios para salir con el capitán José a la cabeza, salieron los primeros 2, José avanzó hasta casi trasponer la cancha de la escuela, ahí resistió y el compañero que iba en segundo lugar logró romper el cerco, algunos civiles desarmados lograron salir y escapar aprovechando que el fuego se concentraba sobre los compañeros.
Dirección nacional del ERPI

Tras la acción lanzan dos granadas de fragmentación al interior de la escuela y abren fuego con armas de alto calibre hacia los salones de la escuela.

Ya estábamos dormidos cuando en la madrugada llegaron los militares, rodearon la escuela ay (sic) nos gritaron, pero yo no entendía ya que no hablo bien el español, solo el mixteco, no entendía lo que ellos decían y nos dispararon después dejaron de disparar y mas tarde continuaron disparando. Rompiendo las ventanas de los salones con los disparos y una bala entró fue la que me hirió, en ese momento, con un rozón en el pecho —yo no tenía ninguna arma—, y comencé a sangrar y a tener fuerte dolor en la herida; sintiéndome muy débil, al grado que estuve tirado en el piso del salón sin poder levantarme.
Testimonio de Francisco Cristino Crescencio

Al hacerse los disparos más esporádicos y comenzar el amanecer, los heridos y quienes permanecían dentro de la escuela salen con las manos en alto, siendo obligados por los militares a tirarse en el piso de la cancha de basquetbol. Según testimonios, algunos de los heridos ya rendidos son asesinados sumariamente con un tiro de gracia.Se tienen contabilizados 284 disparos así como el lanzamiento de dos granadas.

### Víctimas
- Honorio García Lorenzo
- Mauro González Castro
- Mario Chávez García
- José Rivera Morales
- Fidencio Morales Castro
- Ceferino Damián Marco
- Fernando Félix Guadalupe
- Daniel Crisóforo Jiménez
- Ricardo Zavala Tapia
- Manuel Francisco Prisciliano
- Apolonio Jiménez García

De los 27 sobrevivientes que se encontraban tras cesar el ataque armado en la escuela, 5 resultaron heridos gravemente siendo trasladados al Hospital Naval Militar del puerto de Acapulco en calidad de detenidos. El resto de personas, 22, fueron detenidas.

## Consecuencias
Tras el ataque fuerzas militares mantuvieron la localidad de El Charco ocupada, controlando las salidas y las entradas hacia la zona de las comunidades Piñal, Ocote Amarillo, Ayutla de los Libres y alrededores. Dicho control implicó la negativa de las autoridades gubernamentales a que periodistas y organizaciones de la sociedad civil ingresaran al lugar de los hechos.Policías e investigadores de la Tercera Agencia Investigadora en el Distrito Judicial de Tabares en el Estado de Guerrero, encargados legales de hacer las investigaciones para esclarecer los hechos afirmaron haber visto que tanto las armas usadas en los ataques como los indicios de prueba dejados en las inmediaciones de la escuela fueron retirados de la escena del crimen.
Las 27 personas que permanecieron en la escuela fueron detenidas en la escuela y torturadas con el fin de obtener confesiones por ese medio. A las 15:00 22 fueron trasladadas a las instalaciones del 48° Batallón de Infantería y posteriormente a las instalaciones de la Novena Región Militar de Cumbres de Llano Largo, ubicada en Acapulco. Ahí, según consta en la petición admitida por la CIDH, permanecieron arrestadas ilegalmente y torturadas por 24 horas más, siendo interrogados por el Ministerio Público Militar que inició la averiguación previa IXRM/14/98. Además de los indígenas nu’saavi de la comunidad, dos estudiantes de la UNAM que participaban en tareas voluntarias de alfabetización fueron detenidos: Erika Zamora Pardo y Efrén Cortes Chávez. Cinco menores de edad estaban presentes al momento del ataque y cuatro de ellos trasladados al Albergue Tutelar para Menores Infractores en Chilpancingo. El quinto menor, Francisco Cristino Crescencio, de entonces 16 años de edad, sufrió una herida de bala en el brazo que según testimonios recogido por el Centro de Derechos Humanos de la Montaña Tlachinollan, no fue atendida durante su estancia en el Hospital Naval Militar de Acapulco, lo que habría provocado lesiones de por vida a la víctima.
Contrario a lo establecido en 1998 en el artículo 16 de la Constitución Política de los Estados Unidos Mexicanos (CPEUM) y en el artículo 193 del Código Federal de Procedimientos Penales fue hasta las 22 horas del 8 de junio cuando las 22 personas detenidas fueron presentadas ante un Ministerio Público Federal coordinado por el entonces subdelegado de averiguaciones previas de la Procuraduría General de la República (PGR), Miguel Ángel Zamora Reyes para rendir declaración, misma que la Comisión Nacional de los Derechos Humanos (CNDH) testimonió que fue hecha bajo golpes, torturas y amenazas que constaron en las declaraciones hechas ante las autoridades.La misma CNDH impidió que las víctimas fueran presentadas con uniformes de guerrilleros como era idea de las autoridades para inculparlos ante la opinión pública.El mismo organismo inició un expediente de queja de oficio el 8 de junio con el numeral 98/3389, mismo que fue reiterado por la Liga Mexicana por la Defensa de los Derechos Humanos el 10 de junio.
El 11 de junio de 1998 12 detenidos fueron liberados por instrucción de Javier Lomelí, delegado de la PGR en Guerrero al no encontrarles elementos de prueba para inculparlos. Dicha decisión motiva la separación de Lomelí de su cargo por sus superiores, por lo que es relevado por Samuel Hernández Alba quien solicita órdenes de aprehensión para 17 personas, mismas que son otorgadas por la jueza Xóchitl Guido Guzmán.
Del total de detenciones permanecen recluidos los indígenas Sabino Adelaido García, Alfonso Olivia, Esteban Leobardo y Anastasio Ramírez así como los estudiantes de la UNAM Erika Zamora y Efrén Chávez fueron acusados penalmente de los delitos de delincuencia organizada, terrorismo y acopio de armas de fuego, todos ellos graves y del fuero federal. Para respaldar las acusaciones tanto Zamora como Chávez son torturados desnudos en las instalaciones del Ministerio Público Federal en presencia de agentes de la Secretaría de Gobernación. Ambos permanecieron presos en diversos centros de reclusión tras ser sentenciados y, de manera irregular, la mayor parte de la reclusión Erika Zamora Pardo fue en un penal varonil. Durante el proceso judicial, las familias de ambos detenidos sufrieron hostigamiento, acoso y persecución por sujetos no identificados.
Un amparo a la sentencia condenatoria motiva la liberación de Erika Zamora y Efrén Chávez el 30 de mayo de 2002.Los indígenas mixtecos fueron paulatinamente absueltos y liberados.Cuatro de las personas detenidas tras la masacre, Melitón Castro, Esteban Leobardo, Eusebio Porfirio y Porfirio Hernández, fueron asesinados. Sabino Adelaido García permanece a la fecha en calidad de desaparecido.

### Consecuencias sociales
A partir de los hechos las comunidades de El Charco y otras aledañas comenzaron a sufrir una escalada de militarización en presunta represalia por los hechos.Además de desplegarse nuevas instalaciones militares, de 1998 a 2004 se registraron 16 violaciones graves a derechos humanos en la zona incluyendo detenciones ilegales, interrogatorios, torturas, violaciones sexuales y ejecuciones extrajudiciales. Dentro de estas, se registró una campaña de esterilización forzosa a 14 hombres y mujeres en 1998.

## Investigaciones
Ninguna instancia del Estado Mexicano ha investigado o sancionado a los funcionarios públicos participantes en la masacre.

### Recomendación 020/2000 de la CNDH
La Secretaría de la Defensa Nacional (SEDENA) indicó en las diligencias hechas por la CNDH que su actuar en el operativo fue lícita, al descubrir cuatro de sus elementos en un patrullaje a personas armadas en las puertas de la escuela y repeler una agresión armada.

en esos momentos empezaron a decir entre ellos los individuos que ya había valido madre y continuaban levantándose con sus armas, por lo que al ver esto, optó por regresar y cubrirse atrás del bordo donde se encontraban los otros cuatro elementos militares, y ya ahí les empezó a gritar nuevamente que entregaran sus armas...
Declaración del mando militar a cargo recoigida en la Recomendación 020/2000 de la CNDH.

Las declaraciones hechas por los elementos castrenses a la CNDH son contradictorias, al indicar algunos soldados participantes en el operativo que fueron atacados con armas de fuego y otros que solo detectaron siluetas en la oscuridad de personas armadas en las puertas de la escuela.
Derivado de los expedientes de queja presentados y diligencias realizadas, el 29 de septiembre de 2000 la CNDH emitió la Recomendación 020/2000 a la SEDENA, secretaría de Estado encargada de administrar al Ejército Mexicano en donde confirmó, entre otros hechos:
- La violación de los derechos humanos de las víctimas y las personas detenidas por parte de los elementos del Ejército Mexicano. Por una parte, al no preservar adecuadamente el lugar de los hechos y objetos que pudieron constituir una prueba; por otra al incumplir lo determinado en el artículo 16 de la CPEUM que establece la obligatoriedad de presentar a detenidos en las tareas de seguridad asumidas por los efectivos militares inmediatamente ante un ministerio público.
- La indebida actuación del Ministerio Público Militar al recibir a los detenidos en las instalaciones del 48° Batallón de Infantería y posteriormente a las instalaciones de la Novena Región Militar de Cumbres de Llano Largo y las conductas referidas por las víctimas y sobrevivientes, presuntas vejaciones, trato indigno y degradante y tortura.
- La necesidad de que el Ejército Mexicano investigara el actuar de sus elementos acusados de, entre otros delitos, homicidio, desaparición forzada, lesiones, torturas y otros delitos.
- La reiteración de que el actuar de las fuerzas armadas en tareas de seguridad pública debía hacerse dentro del marco de normas civiles.
- La reiteración de lo establecido en el artículo 16 de la CPEUM de la obligatoriedad de presentar "sin demora o excepción alguna" a las autoridades competentes cuando las fuerzas armadas hagan detenciones.

### Caso ante la CIDH
Ante la falta de justicia en el caso y la negativa del Estado Mexicano de investigar debidamente la masacre las organizaciones Red Solidaria Década Contra la Impunidad A.C., Comité de Sobrevivientes de la Masacre de El Charco y el Comité de Viudas de la Masacre de El Charco enviaron una petición ante la CIDH el 16 de julio de 2012 misma que quedó registrada bajo el número 1315-12. Dicha petición fue admitida por esa comisión el 14 de diciembre de 2018 expresándose los criterios de admisibilidad en el Informe 166/18.
Ante la consulta de la CIDH, el Estado Mexicano intentó entre 2012 y 2018 desestimar la petición al considerar que existía «falta de agotamiento de los recursos internos, incumplimiento del plazo de presentación y porque los hechos no caracterizan violaciones a derechos humanos.» El informe de la CIDH concluyó que:
- De probarse la responsabilidad en los delitos imputados a autoridades militares y civiles, las víctimas habrían sido violentados en los derechos establecidos en los artículo «4 (vida), 5 (integridad), 7 (libertad), 8 (garantías judiciales), 24 (igualdad ante la ley) y 25 (protección judicial) de la Convención Americana sobre Derechos Humanos.
- No se abrieron procesos de investigación y sanción de los hechos de tortura denunciados por las personas detenidas en sus declaraciones judiciales de acuerdo a los protocolos establecidos por la Convención Interamericana para Prevenir y Sancionar la Tortura. Igualmente no se ha investigado y sancionado la reclusión de Erika Zamora Pardo en un penal varonil a la luz del protocolo de la Convención Belém do Pará.
- No se investigaron procesos de incomunicación de las personas detenidas tras su detención. Asimismo no se ha investigado el caso de Juan García de los Santos, quien figura como persona fallecida pero la identidad de la persona enterrada bajo su identidad no tiene certeza. Igualmente sus familiares no han recibido sus restos e información veraz que pueda acreditar su identidad como fallecida.